# 森特嶺 (阿肯色州)
森特嶺（英語：Center Ridge）是位於美國阿肯色州康韋縣的一個人口普查指定地區。

## 地理
森特嶺的座標為35°22′26″N 92°33′47″W / 35.37389°N 92.56306°W，而該地最高點為海拔高度231米（即758英尺）。

## 人口
根據2010年美國人口普查的數據，森特嶺的面積為23.06平方千米，當中陸地面積為22.93平方千米，而水域面積為0.13平方千米。當地共有人口1394人，而人口密度為每平方千米60人。